# Gowidon temporalis
Espèce
Synonymes
- Grammathophora temporalis Günther, 1867
- Lophognathus temporalis (Günther, 1867)
- Lophognathus lateralis Macleay, 1877

Gowidon temporalis est une espèce de sauriens de la famille des Agamidae.

## Répartition
Cette espèce se rencontre en Nouvelle-Guinée et en Australie au Queensland, au Territoire du Nord et en Australie-Occidentale.

## Publication originale
- Günther, 1867 : Additions to the knowledge of Australian Reptiles and Fishes. Annals and Magazine of Natural History, sér. 3, vol. 20, p. 45-68 (texte intégral).